# 磁州窑富田遗址博物馆
磁州窑富田遗址博物馆位于河北省邯郸市峰峰矿区彭城镇。它是元、明、清、民国的窑场遗址。1949年前被称为“下山坡窑场”，占地三十余亩，是世界上保存最完整的磁州窑古窑场遗存。富田遗址内保存有古窑址10座，占彭城馒头窑遗存的1/5，最早的是明朝的，这些馒头窑形态各异，材质各异。